# Городской стадион (Млада-Болеслав)
Городской стадион Млада-Болеслав (чеш. Městský stadion Mladá Boleslav) — многофункциональный спортивный комплекс в Младе-Болеслав, который помимо футбольного стадиона включает в себя легкоатлетический стадион, дополнительное футбольное поле с искусственным покрытием, волейбольную площадку. Футбольный стадион был открыт в 1965 году. Принадлежит городу Млада-Болеслав. Является домашней ареной одноимённого клуба. Вместительность арены — 5 000 мест, все места сидячие. Стадион оснащён искусственным освещением и подогревом поля.